# اندرسون لوکوکی
اندرسون لوکوکی (انگلیسی: Anderson Lucoqui؛ زادهٔ ۶ ژوئیهٔ ۱۹۹۷) بازیکن فوتبال اهل آلمان است.
از باشگاه‌هایی که در آن بازی کرده‌است می‌توان به باشگاه فوتبال فورتونا دوسلدورف اشاره کرد.
وی همچنین در تیم‌های ملی فوتبال زیر ۲۰ سال آلمان و آنگولا بازی کرده‌است.